# Как брат брату
«Как брат брату» (англ. Brother to Brother) — фильм сценариста и режиссёра Родни Эванса. Картина получила «специальный приз жюри» на кинофестивале «Сандэнс» в 2004 году.

## Сюжет
Чернокожий студент Перри работает в приюте для бездомных. Его родители не хотят иметь с ним ничего общего, потому что он гей. Парень знакомится с пожилым бездомным мужчиной по имени Брюс, который, как выяснилось, в своё время являлся важной фигурой Гарлемского ренессанса. Брюс вспоминает о других участниках культурного движения, таких как Лэнгстон Хьюз и Зора Хёрстон, а также о проблемах, с которыми он столкнулся, как молодой чернокожий писатель-гей в 1920 году. Перри обнаруживает, что проблемы гомофобии и расизма в начале 21-го века так же актуальны, как и во времена молодости Брюса.

## В ролях
| Актёр               | Роль         |
| ------------------- | ------------ |
| Энтони Маки         | Перри        |
| Лоренс Гиллиард-мл. | Маркус       |
| Дуан Бутте          | молодой Брюс |
| Алекс Барнс         | Джим         |
| Лукас Папаэлиас     | Дэнни        |

## Отзывы критиков
На сайте Rotten Tomatoes у фильма 76-процентный «свежий» рейтинг (подсчитан на основе отзывов 41 рецензента) со средним баллом 6.7 из 10 возможных.